# Nanercz
Nanercz (Anacardium L.) – rodzaj roślin z rodziny nanerczowatych. Obejmuje 20 gatunków. Występują one w międzyzwrotnikowej strefie obu kontynentów amerykańskich. Jeden gatunek – nanercz zachodni jest szeroko rozpowszechniony jako roślina uprawna. Dostarcza on tzw. „jabłka nanerczowego” (soczysta szypuła owocu) oraz właściwych owoców, którymi są orzechy nanerczowe zwane też nerkowcami i orzechami cashew.

## Morfologia
PokrójZimozielone drzewa i krzewy.
LiścieOgonkowe, pojedyncze i całobrzegie.
KwiatyDrobne, zebrane w szczytowe, silnie gałęziste wiechy. Kielich 5-dzielny, kubeczkowaty. Korona kwiatu z 5 płatkami. Pręcików jest od 7 do 10, z czego 1 jest zwykle wyraźnie większy od reszty, wszystkie mają nitki zrośnięte u nasady. Słupek jest pojedynczy, z jajowatą, nieco asymetryczną, jednokomorową zalążnią z jednym zalążkiem. Szyjka słupka nitkowata.
OwocePodczas owocowania szypułka kwiatu mięśnieje i staje się soczysta. Owocem właściwym jest pestkowiec zawierający jedno nasiono z twardym endokarpem.

## Systematyka
Rodzaj należy do podrodziny Anacardioideae w obrębie rodziny nanerczowatych Anacardiaceae.
Wykaz gatunków
- Anacardium amapaense J.D.Mitch.
- Anacardium amilcarianum Machado
- Anacardium brasiliense Barb.Rodr.
- Anacardium caracolii Mutis ex Alba
- Anacardium corymbosum Barb.Rodr.
- Anacardium curatellifolium A.St.-Hil.
- Anacardium excelsum (Bertero ex Kunth) Skeels
- Anacardium fruticosum J.Mitch. & S.A.Mori
- Anacardium giganteum Hancock ex Engl.
- Anacardium humile A.St.-Hil.
- Anacardium kuhlmannianum Machado
- Anacardium microsepalum Loes.
- Anacardium nanum A.St.-Hil.
- Anacardium negrense Pires & Fróes
- Anacardium occidentale L. – nanercz zachodni
- Anacardium othonianum Rizzini
- Anacardium parvifolium Ducke
- Anacardium rondonianum Machado
- Anacardium spruceanum Benth. ex Engl.
- Anacardium tenuifolium Ducke